# Endre Molnár
Endre Molnár, född 23 juli 1945 i Gheorgheni i Rumänien, är en ungersk vattenpolomålvakt och -tränare. Han ingick i Ungerns herrlandslag i vattenpolo vid fyra olympiska spel.
Molnár tog OS-brons i den olympiska vattenpoloturneringen i Mexico City. Fyra år senare tog han OS-silver i den olympiska vattenpoloturneringen i München. 30 år gammal tog han sedan OS-guld i den olympiska vattenpoloturneringen i Montréal. Avslutningsvis tog han en fjärde OS-medalj, brons i den olympiska vattenpoloturneringen i Moskva. Han tog även VM-guld i samband med världsmästerskapen i simsport 1973 i Belgrad.
Efter sin aktiva spelarkarriär har Molnár varit verksam som tränare i Ungern och Kuwait.